# Poca (Bośnia i Hercegowina)
Poca – wieś w Bośni i Hercegowinie, w Federacji Bośni i Hercegowiny, w kantonie zenicko-dobojskim, w mieście Zenica. W 2013 roku liczyła 347 mieszkańców, z czego większość stanowili Boszniacy.